# Ota Ritz-Radlinský
Ota Ritz-Radlinský (rodným jménem Otto Ritz, 16. listopadu 1904 Bedihošť – 21. února 1978 Praha) byl český pedagog, filolog, literární historik, slavista, prozaik, beletrista a příslušník Československé armády v zahraničí v období druhé světové války.

## Život

### Před druhou světovou válkou
Otto Ritz se narodil 16. listopadu 1904 v budově bedihošťského nádraží na Prostějovsku v rodině železničáře Ferdinanda Ritze a Anny, rozené Hermanové jako nejstarší ze tří dětí. Jeho sestry zemřely v dětství a brzy mu zemřel i otec. Jako mladý vstoupil do Tovaryšstva Ježíšova a začal studovat Filozofii, teologii a slovanské jazyky mj. v Mnichově. Po návratu působil jako studijní prefekt v Bubenči a při Velehradském klášteře. V roce 1930 z řádu vystoupil a studia dokončil na Karlově univerzitě v Praze. Z filozofie získal doktorát. Po ukončení studií vyučoval na Karlově univerzitě slavistiku, mezi lety 1935 a 1939 působil jako lektor češtiny na Varšavské univerzitě. Pracoval i v českém vysílání katovického rozhlasu, kde přijal pseudonym Radlinský.

### Druhá světová válka
Po vypuknutí druhé světové války vznikla v Polsku zahraniční jednotka Československé armády, do které Ota Ritz-Radlinský vstoupil, následně se stal tajemníkem plk. Ludvíka Svobody. Dále se stal příslušníkem Československého pěšího praporu 11 – Východního, se kterým se zúčastnil bojů u Tobruku, a Československé samostatné obrněné brigády, se kterou se jako velitel minometné jednotky zúčastnil obléhání Dunkerku. Dosáhl hodnosti podporučíka.

### Po druhé světové válce
Po skončení druhé světové války a návratu do Československa odešel Ota Ritz-Radlinský z armády a v roce 1945 začal působit jako lektor češtiny na Karlově univerzitě. Po komunistickém převratu v roce 1948 byl nucen z univerzity odejít a živit se jako pomocný dělník v pražském podniku Dřevona, od začátku padesátých let pak jako logoped v Logopedickém ústavu na pražském Starém Městě a to do svého odchodu do důchodu v roce 1964. Na začátku padesátých let se oženil s Aťkou Tintěrovou, manželům se narodil syn Jan. Částečně rehabilitován byl v roce 1968. Zemřel 21. února 1973 v Praze.

## Publikační činnost
- 1946 Besedy z Afriky: Vinckove plke a škrke ze Středniho véchodo s Jitušovéma čmáraninama pod pseudonymem Vincek Vehlidal, ilustroval Jindřich Křeček
- 1947 Vojin Cófal vekládá – vzpomínky Hanáka z Bedihoště na jaro a léto 1941 - seriál vzpomínek v Obraně lidu
- 1961 a 1963 Uvedení do defektoskopického názvosloví (učebnice)
- 1962-1965 překlady církevních textů Druhého vatikánského koncilu
- 1965 Stupavské hlaholské zlomky (studie ve sborníku Byzantinoslavica)

## Vyznamenání
- 2x Československý válečný kříž 1939
- Africká hvězda